# 月陽炎
『月陽炎』（つきかげろう）は、2001年10月19日にすたじおみりすから発売されたコンピュータゲーム（アダルトゲーム）。
大正時代の神社を舞台にした、オーソドックスな選択肢式ノベルアドベンチャー。初回プレイでは必ずバッドエンドになる仕様で、トゥルーエンドやサブヒロインエンドに到達するには繰り返しプレイが必要となる。ストーリーは概ね有馬神社の人々をめぐって進行し、前半は日常ラブコメ調のほぼ共通パート、後半はキャラクター毎に分岐する伝奇ホラーである。ただし、幸野双葉編のみは開始時から本筋を離れた外伝となっている。ファンディスク『月陽炎 -千秋恋歌-』では、本編のサブヒロイン有馬鈴香および幸野双葉をメインとしたシナリオが追加された。
本作の主な舞台となる有馬神社は北海道に実在する神社をモデルとしているが、作中では帝都から最寄り駅まで汽車で所要約2時間という以外に、所在地についての明確な言及はない。
2002年から2003年にかけてVHS/DVD全3巻でアダルトアニメ化された、各巻30分。

## 歴史
- 2001年10月19日 - 本編ゲーム（18禁）発売。
- 2002年3月1日 - ファンディスク『月陽炎 -千秋恋歌-』発売。
- 2002年3月30日 - ドラマCD VOL.1発売。
- 2002年4月10日 - 設定資料集『月陽炎 恋画集』発売。
- 2002年5月25日 - ドラマCD VOL.2発売。
- 2002年6月29日 - ドラマCD VOL.3発売。
- 2002年7月25日 - アダルトアニメ版第1巻「第一夜 契りの夜」発売。
- 2002年7月27日 - ドラマCD VOL.4発売。
- 2002年9月28日 - ドラマCD VOL.5発売。
- 2002年12月25日 - アダルトアニメ版第2巻「第二夜 覚醒の夜」発売。
- 2003年4月25日 - 『月陽炎 DVD Edition』発売。
- 2003年6月25日 - アダルトアニメ版第3巻「第三夜 祭りの夜」発売。
- 2003年7月19日 - ビジュアルコミックアンソロジー（ISBN 4-87287-886-8）発売。

## 登場人物
声優表記は「ゲーム・OVA / ドラマCD」
嘉神 悠志郎（かがみ ゆうしろう）
声：一条和矢（ドラマCD・OVAのみ）
主人公。帝都から有馬神社へ秋祭りの臨時手伝いとしてやってきた宮司見習。誰に対しても、またモノローグもですます調で話す穏やかな青年で、「いやはや」が口癖である。読書が趣味でハーモニカの演奏が得意。拳法の心得もあるが暗闇や怪談は苦手にしている。
有馬 柚鈴（ありま ゆず）
声：乃田あす実 / 藤咲かおり
メインヒロイン。有馬神社の次女で家事や社務を手伝っており、料理が得意。おとなしい性格かつ極度の対人恐怖症で、家族以外では友人の双葉を除き普通に接することができず、神社の境内からも出られない。学校にも通えないため算術などは鈴香に教わっている。継母である葉桐との関係は良好だが、父一哉のことは苦手な様子。美しい銀髪の持ち主だが、奇異の目で見られることがあり、それが対人恐怖症の一因となっている。芋ケンピ（芋かりんとう）が大好物。
有馬 美月（ありま みづき）
声：青山ゆかり / 友永朱音
メインヒロイン。有馬神社の三女で、柚鈴・鈴香とは異母姉妹（三姉妹中で唯一、葉桐の実娘）。女学生で、普段は矢絣を着用していることが多い。柚鈴とは対照的に強気で活発な性格。そのため、いつも鈴香に乙女らしからぬ振る舞いを咎められており、彼女にはまったく頭が上がらない。「ふか〜っ」「死なすっ」が口癖。大食で周囲を呆れさせるほどだが、貧血持ちでもあり寝起きが悪く、学校を早退することもある。
有馬 鈴香（ありま すずか）
声：ダイナマイト☆亜美
サブヒロイン。有馬神社の長女。病床の一哉にかわり社務を取り仕切っているので日常は巫女装束である。礼儀正しく万事そつがない反面、周囲にやや冷淡で事務的な印象を与えることがあり、本人も気にしている。柚鈴には過保護で、逆に美月には厳しく接するが、いずれも姉として妹たちを思いやるが故である。両親とは打ち解けない様子で会話も少なく、葉桐に対しては「葉桐さん」と他人行儀な呼び方をしている。
有馬 葉桐（ありま はぎり）
声：関和美=小倉文江（ゲーム・ドラマCDのみ） / 北都南（OVAのみ）
サブヒロイン。美月の実母で、有馬神社の宮司である一哉の後妻。夫の看病で忙しく、家事や社務は娘たちの助けを受けている。料理の腕は確かで、また手製の羊羹も絶品。容姿が若々しく、姉妹の母親には見えない。後妻であることに引け目を感じているとともに、鈴香には疎まれていることも自覚しており気に病んでいる。写真撮影が趣味。
幸野 双葉（ゆきの ふたば）
声：春野日和 / 倖月美和
サブヒロイン。地元の名士である幸野家の娘。いわゆる「お嬢様」だが気さくな性格で、対人恐怖症の柚鈴にも積極的なアプローチを重ねて唯一の友人となった。推理小説を愛読し、自らも将来は探偵を志している。日常的に洋装でいる唯一のヒロインで、帽子にペットのハムスター「みりす」を連れている。帝都に対する憧れが強く、帝都から来たという悠志郎に興味を抱く。
有馬 一哉（ありま かずや）
声：飛鳥井豊
有馬神社宮司で、有馬家の当主。病に伏しており、食事どき以外は自室で休んでいることが多い。悠志郎の父とは旧知の仲で、その縁で悠志郎を有馬神社の手伝いに呼び寄せた。美月を溺愛しているが鈴香と柚鈴は苦手である。駄洒落好きといった一面もある。
真（しん）
声：鷹橋一
菅笠・錫杖の僧形で有馬神社の周囲に出没する怪しげな人物。ストーリーの鍵を握る。
沙久耶（さくや）
声：雪絵れな（ドラマCDのみ）
一哉の前妻で、柚鈴・鈴香の実母。本編開始時点において既に他界している。
神宮寺 直輝
声：子安武人
ドラマCDオリジナルキャラクター。
黒沢警部
声：石波義人
ドラマCDオリジナルキャラクター。
萩津 沙織里
声：堀江由衣
ドラマCDオリジナルキャラクター。
楠瀬 真紀
声：田村ゆかり
ドラマCDオリジナルキャラクター。
西本刑事
声：松本吉朗
ドラマCDオリジナルキャラクター。
子供の頃の悠志郎
声：川井ひとみ
ドラマCDオリジナルキャラクター。

## スタッフ
- 企画：宮蔵
- シナリオ：宮蔵、板東えみし
- キャラクター原案：仁村有志、河原巽
- 原画：仁村有志
- CG彩色：Palenque、葛葉恭司、カズオ、時計兎
- 背景：レイコ N.、Palenque
- プログラム：casper
- 音楽・効果音：Manack
- OP演出：ぱきら
- 統括：紅涙妖魔

## 主題歌
全作詞：宮蔵 / 全作曲：Manack / 全3曲 歌：KIRIKO
- 主題歌「月陽炎」
- 柚鈴シナリオED曲「銀恋歌」
- 美月シナリオED曲「蒼月花」

## アダルトアニメ
スタッフ
- 原作：すたじおみりす
- プロデューサー：八神和彦
- 監督：はやしまき
- 脚本：雷賀阿留都
- キャラクターデザイン：きしもとせいじ
- 総作画監督：天城伊吹
- 作画監督：松下清志、天城伊吹
- 美術監督：拝太造
- 色彩設定：笛吹康二
- 撮影監督：阿部浩美
- 音響監督：辻湘
- 音楽：AC.Sound
- アニメプロデューサー：久保竣公
- アニメ制作：愛夢舞
- 製作：ミュージアムピクチャーズ

## 関連商品
- 月陽炎 オリジナルサウンドトラック＆アレンジ（2002年2月20日、ファーストスマイル / FSCA-10211）

## 反響
本作は、美少女ゲーム雑誌BugBugの「2001年読者が選ぶ美少女ゲーム年間ランキング」の総合部門で42位にランクインした。